# Rudans naturreservat
Rudans naturreservat är ett kommunalt naturreservat i Haninge kommun i Stockholms län. Området är naturskyddat sedan 2010 och omfattar en areal om 263 hektar, därav vatten 10,3 hektar. Naturreservatet är en del av Hanveden, Södertörns största sammanhängande skogsområde. En del av reservatet nyttjas som Rudans friluftsområde. Genom reservatet passerar också Sörmlandsleden. Markägare är Haninge kommun.

## Beskrivning

### Allmänt
Reservatet sträcker sig från Nynäsbanan i öster till Huddinge kommungräns i väster och från Kolartorp i norr till Jordbro industriområde i söder. Området kan nås via en gång- och cykelbro från Handens Centrum och Handens pendeltågstation samt med bil från Jordbro industriområde.
I stort sett omfattar reservatet ett skogs- och jordbruksområde som tidigare tillhört Rudans gård där det bedrevs jord- och skogsbruk in på 1960-talet. På flera platser i skogen kan man hitta spår av den tidigare markanvändningen, bland annat en större skogsglänta mitt i området som tillhört torpet Västra Ruda. Reservatet består av gammal barrskog främst hällmarkstallskog med inslag av lövskogspartier och sumpskog. Äldre ekar och hasselbestånd visar att delar av skogen tidigare använts för slåtter och som betesmark. I reservatet ingår flera sjöar: hela Nedre Rudasjön, sydvästra delen av Övre Rudasjön och längst i väster halva Trylen. 
Längst i norr, dock utanför reservatet, har inlandsisen format landskapet intill Övre Rudans västra sida, här ligger Elefantberget med Ruda skans från bronsåldern. Arkeologiska fynd från de höglänta områdena i Hanveden visar att trakten var bebodd redan på äldre stenåldern för cirka 10 000 år sedan.

### Friluftsliv
Genom reservatet sträcker sig utöver Sörmlandsleden ett stort antal olika spår och leder, bland dem elljusspår, kulturstig, flera motionsspår en mountainbikeslinga och en slinga anpassad för personer med nedsatt rörelseförmåga. Vid de båda sjöarna finns bad- och grillplatser. Vintertid ordnar kommunen skidspår och plogad skridskobana.

### Syfte
Enligt kommunen är syftet med Rudans naturreservat bland annat att säkra tillgängligheten till ett tätortsnära naturområde för friluftsliv, friskvård och pedagogisk verksamhet. Naturreservatets syfte är vidare att bevara och utveckla de höga naturvärden och den biologiska mångfald som är knuten till olika skogsbiotoper, öppna marker, sjöar och våtmarker inom området.

## Bilder

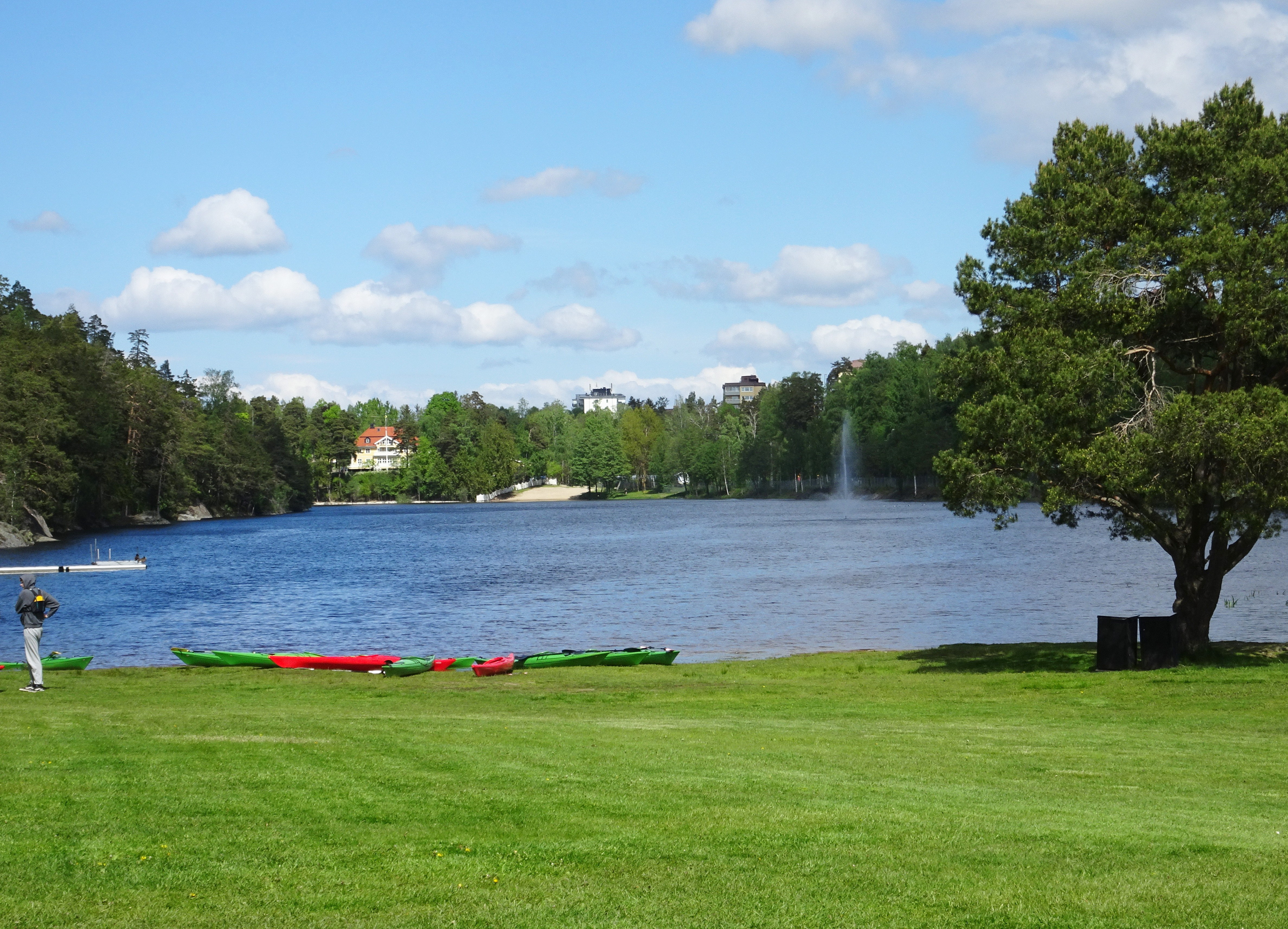
Övre Rudasjön.
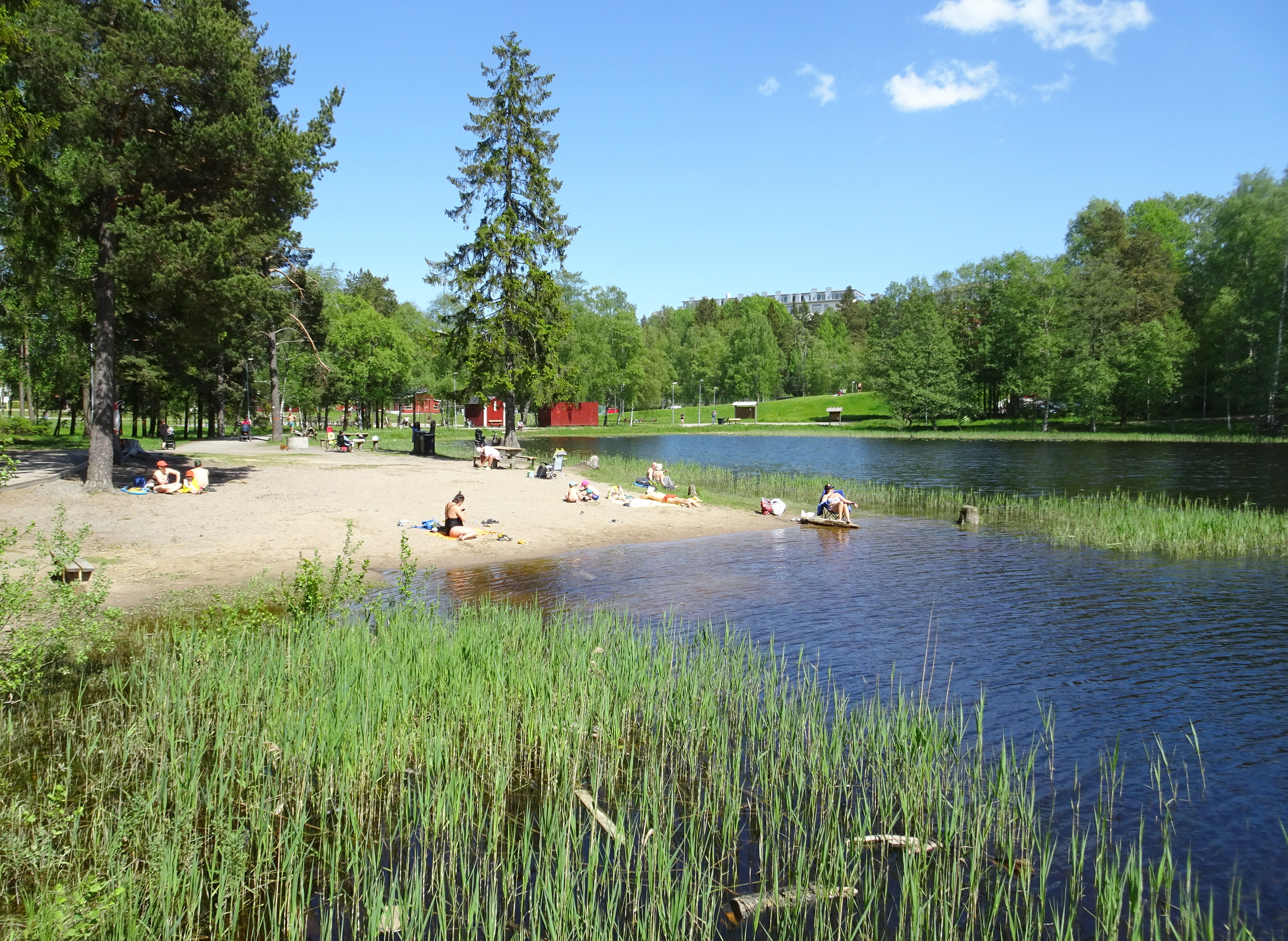
Nedre Rudasjön.
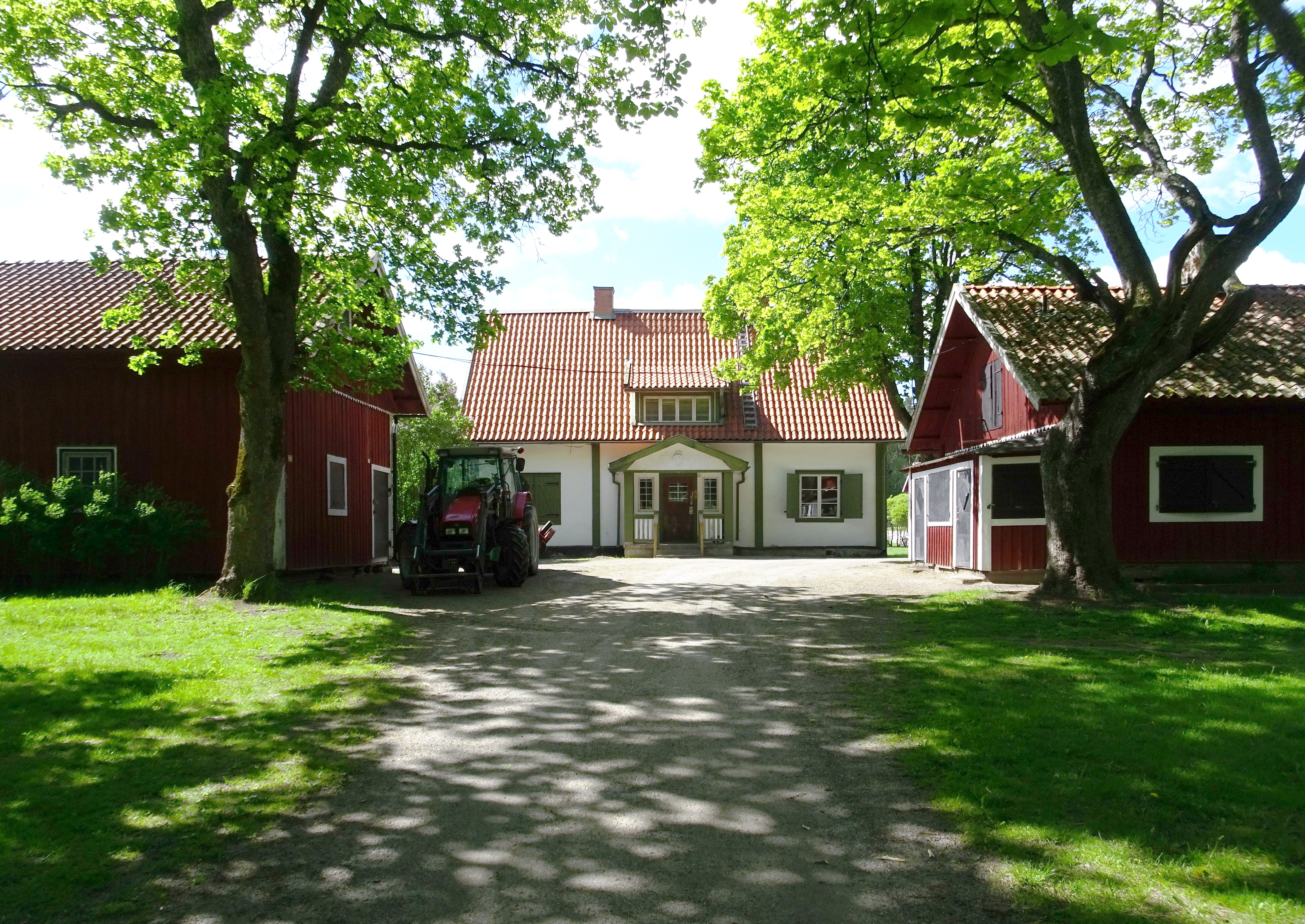
Rudans gård.
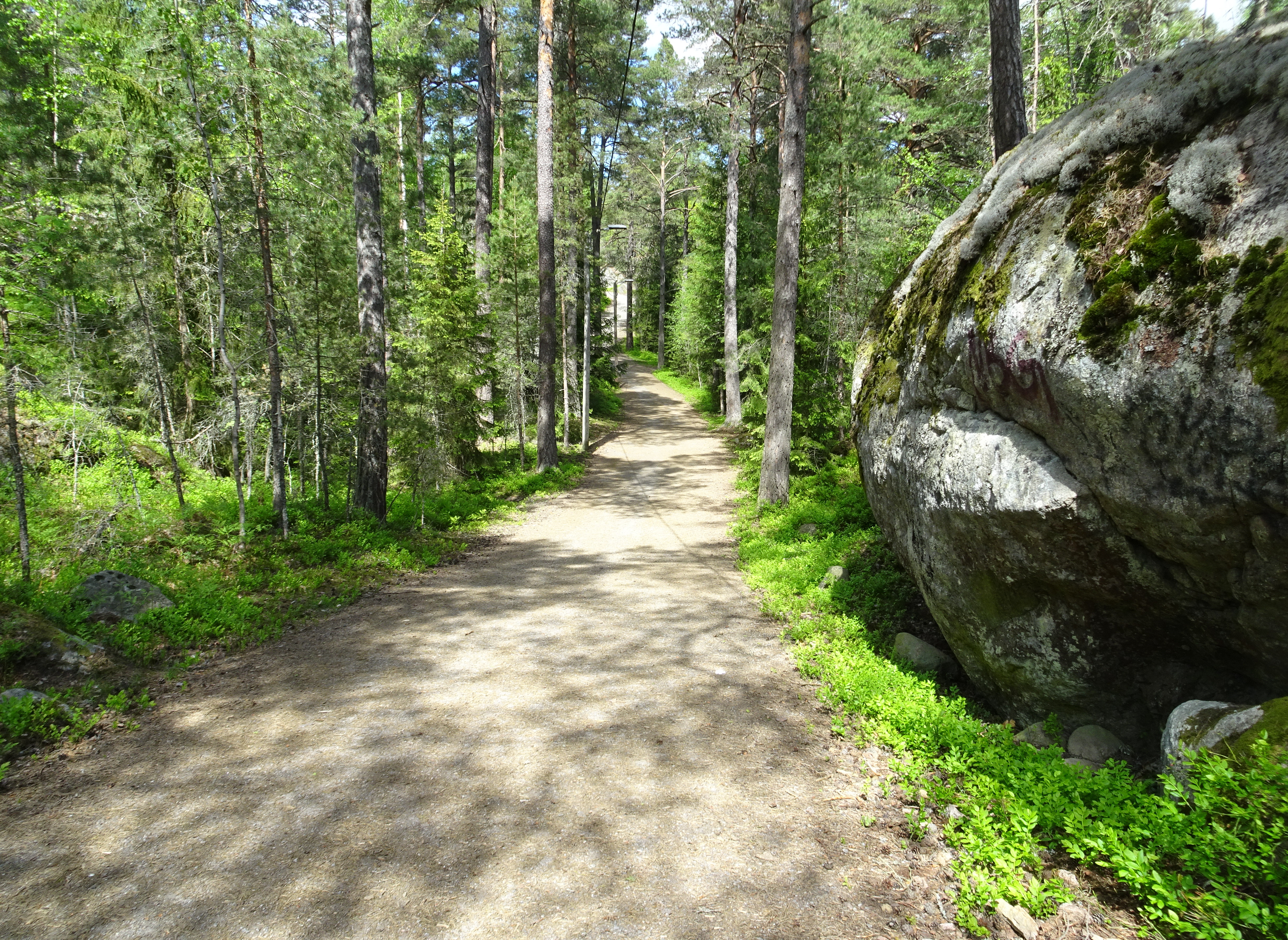
Motionsslinga i Rudanskogen.
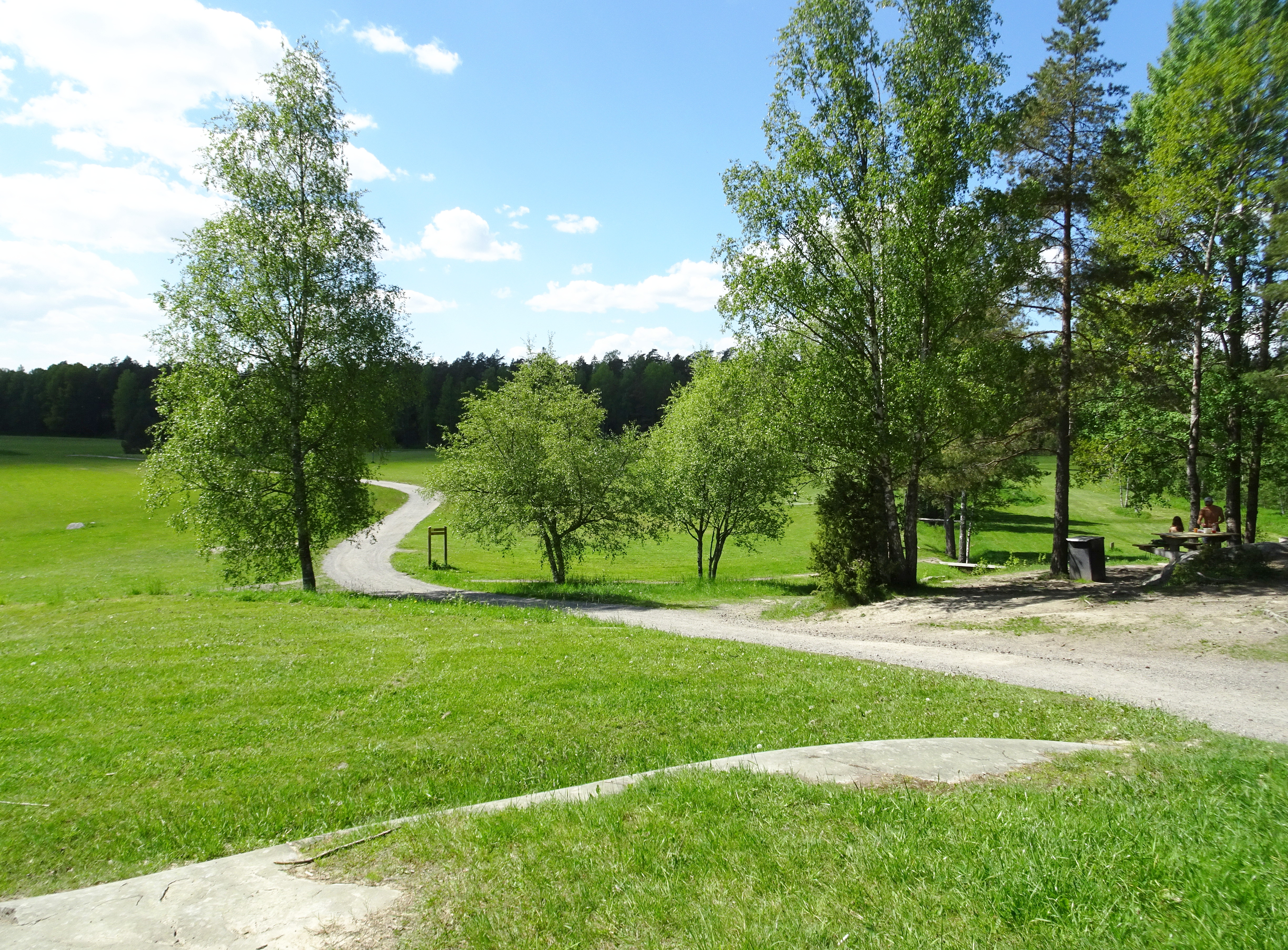
Kulturlandskap efter före detta torpet Västra Ruda.
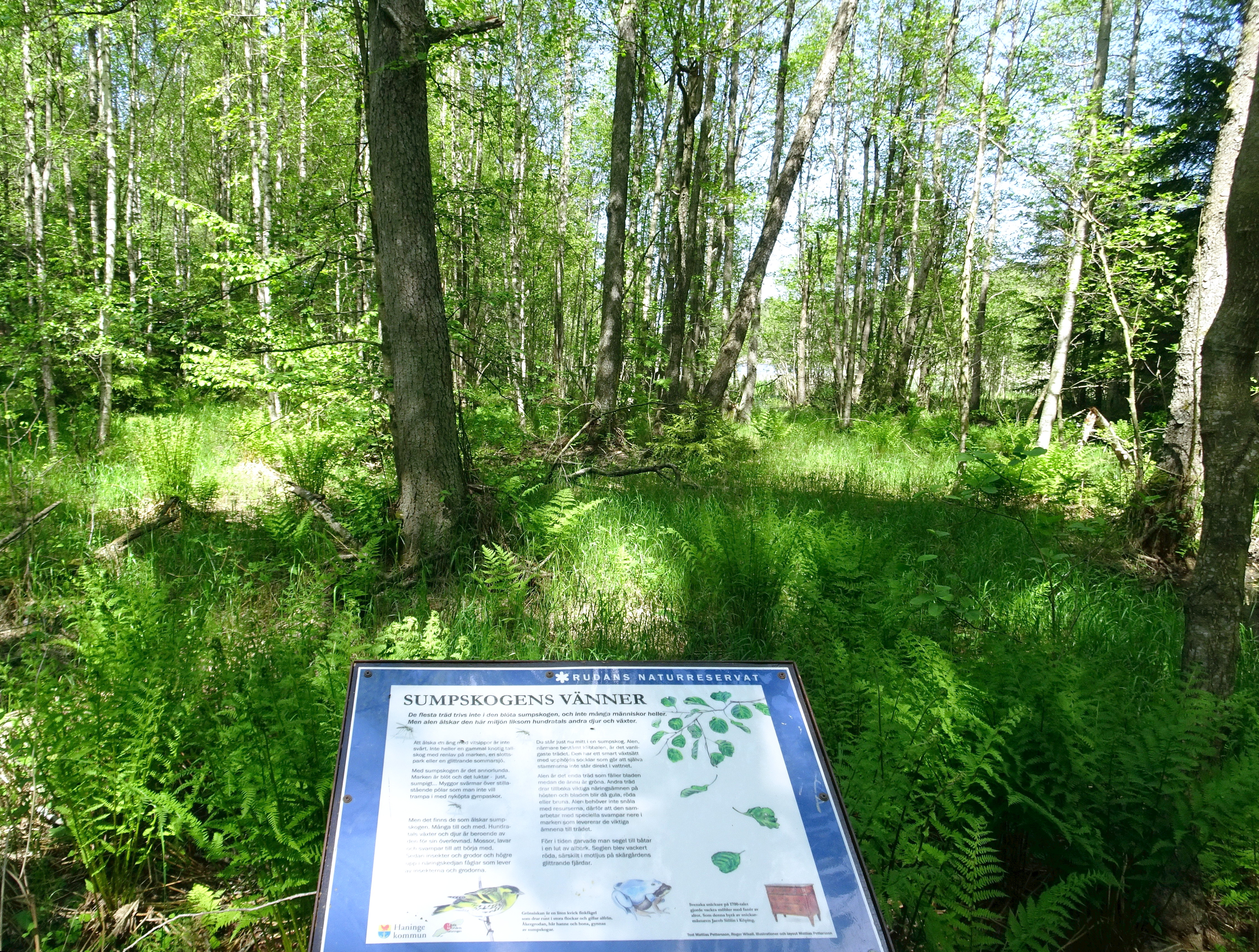
Sumpskogen vid Nedre Rudasjön.